# Mohamed Sheikh, Baron Sheikh

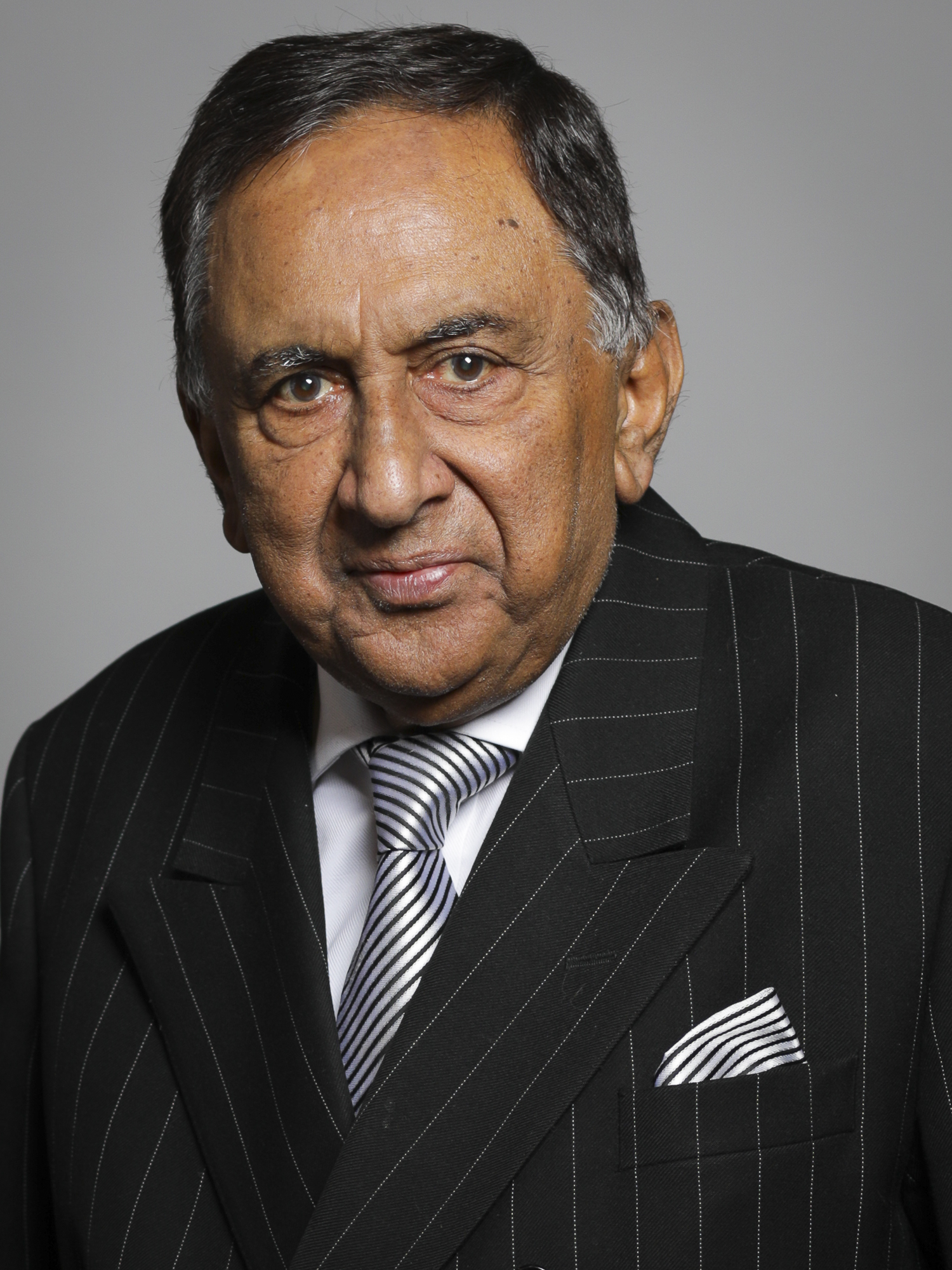
Mohamed Sheikh, Baron Sheikh

Mohamed Iltaf Sheikh, Baron Sheikh (* 13. Juni 1941; † 22. September 2022) war ein britischer Unternehmer und Politiker der Conservative Party. Seit 2006 gehörte er als Life Peer dem House of Lords an.

## Leben
Nach dem Schulbesuch war Sheikh zwischen 1962 und 1966 als Versicherungsvertreter bei der Sun Alliance Insurance Co tätig und wechselte 1966 zur Household and General Insurance Co, bei der er bis 1969 tätig war. In dieser Zeit wurde er 1968 auch Fellow des Chartered Insurance Institute, dem Berufsverband der britischen Versicherungswirtschaft. Zwischen 1969 und 1978 war er Mitarbeiter der Guardian Royal Exchange Assurance, ehe er von 1978 bis 2009 für das unabhängige Finanzdienstleistungsinstitut Camberford Law plc arbeitete. Während dieser Zeit war er zwischen 1981 und 1982 auch Präsident des Insurance Institute of Croydon sowie von 1985 bis 1987 Mitglied des Nationalrates des Chartered Insurance Institute. Zwischen 1989 und 1990 war Sheikh abermals für das Insurance Institute of Croydon tätig, und zwar diesmal als Vorsitzender der Lebens- und Rentenversicherungsgruppe.
Sheikh, der sowohl 1991 als auch 1996 Mitglied des Komitees der Finanzvermittler-, Manager- und Brokerverbandes war, wurde 1995 Freeman von London und war zwischen 1998 und 2002 Vorsitzender des britischen Versicherungsmaklerverbandes. Seit 2003 fungiert er sowohl als Vorsitzender der Sheikh Abdullah-Stiftung als auch als Vorsitzender des Muslimforums der Conservative Party. Daneben ist er seit 2005 Vorsitzender des Rates für ethnische Vielfalt, einer Organisation zur Förderung der multiethnischen Gesellschaft in Großbritannien.
Durch ein Letters Patent vom 6. Juni 2006 wurde Sheikh als Baron Sheikh, of Cornhill in the City of London, zum Life Peer erhoben. Kurz darauf erfolgte seine Einführung als Mitglied des House of Lords. Im Oberhaus gehört er zur Fraktion der Conservative Party.
Ab 2010 war Lord Sheikh Vorsitzender des Finanzdienstleistungs- und Versicherungsunternehmens Macmillan Sheikh plc. Des Weiteren fungiert er zurzeit als Vorsitzender und Direktor von Courtlands Property & Investments Ltd, Lygon Property Investments Ltd, Iqra Ethical plc sowie als Direktor von Frazer McGill Ltd.